# Black Brigade
Black Brigade (oorspronkelijke titel Carter's Army) is een Amerikaanse televisiefilm uit 1970 met in de hoofdrollen Stephen Boyd, Richard Pryor en Billy Dee Williams. De film bevindt zich momenteel in het publiek domein.

## Verhaal
Een racistische legerofficier (Boyd) moet tijdens de Tweede Wereldoorlog samen met een Afro-Amerikaanse eenheid een dam veroveren.

## Rolverdeling
| Acteur             | Personage        |
| ------------------ | ---------------- |
| Stephen Boyd       | Beau Carter      |
| Robert Hooks       | Edward Wallace   |
| Susan Oliver       | Anna Renvic      |
| Rosey Grier        | Jim "Big Jim"    |
| Moses Gunn         | "Doc" Hayes      |
| Richard Pryor      | Jonathan Crunk   |
| Glynn Turman       | George Brightman |
| Billy Dee Williams | Private Lewis    |
| Paul Stewart       | Brigadier Clark  |